# Выбленка
Вы́бленка (вы́блинка, от ед. ч. нидерл. weveling, мн. ч. нидерл. weeflijnen, нем. webeleinen; англ. weave — «ткать») — смолёный линь, толщиной в мизинец, которым переплетены поперёк ванты вместо ступеней на парусниках. Трос к крайним вантам прикрепляют бензелями, а к серединным вантам — выбленочными узлами. Две нижних выбленки делают прочнее остальных. Выбленочный узел (webeleinenstek) применяют в морском деле с единственной целью — крепление выбленок к вантам. Равная тяга должна быть приложена на оба конца, выходящих по разные стороны из узла горизонтально. Выбленочный узел — надёжен при постоянной тяге. Крепление выбленочным узлом стали применять и в других областях деятельности.
На 13 дюймов (около 33 см) ниже верхнего ворста на вантах навязывали выбленки, между которыми обычно тоже было расстояние 13 дюймов (около 33 см). На вантах выбленки крепили выбленочными узлами. Концы выбленок имели огоны, прибензелёванные к крайним вантам. Относительно расстояний между выбленками разные авторы приводят несколько отличные друг от друга сведения. Так, Д. Стил указал 13 дюймов (около 33 см), Д. Левер — 12 (около 30 см), Р. С. Андерсон — 15 (около 38 см) или 16 (около 40 см). Расстояние 13 дюймов (около 33 см) — наиболее целесообразно, чтобы подъём по выбленкам не требовал больших усилий.
На английском флоте говорится «спустить вниз выбленки» (rattled down), хотя выбленки всегда повязывают на ванты только снизу вверх. Обыкновенно расстояние между выбленками равняется приблизительно 15—16 дюймам (около 38—40 см), хотя на английских учебных парусниках расстояние — менее 13—14 дюймов (около 33—35 см), отчего подобные выбленки снисходительно прозвали «женскими лесенками» (ladies’ ladders). Выбленочные узлы выбленками на вантах завязывают так, чтобы лицевая сторона узлов была всегда обращена наружу корабля, а нижний конец, выходящий из узла, оказывался бы поверх узла на следующей вантине.
Для вязания выбленок к вантам предварительно привязывали шлюпочные вёсла на расстоянии друг от друга в 5—6 футов (около 152—182 см). Это позволяло стоять на вёслах и выдерживать необходимое расстояние между вантами. Крепление выбленок не всегда заканчивали на крайних вантах. На картинах французских парусных кораблей можно видеть, что переднюю и заднюю ванты связывали не всегда или только каждой шестой выбленкой на расстоянии примерно 2 метра. На ранних английских парусных кораблях все передние ванты тоже были связаны, а к задним привязана только каждая шестая выбленка. После 1730 года на английских парусных кораблях нижние 6 выбленок к передней ванте не подвязывали, а к задней подводили только каждую шестую выбленку. В последнюю четверть века нижние и верхние 6 выбленок не связывали с передней и задней вантами, остальные же выбленки связывали со всеми вантами. В 1769 году В. Фалконер сообщал, что уже все ванты охватывали выбленками.